# هیروشی ایشیکاوا
هیروشی ایشیکاوا (انگلیسی: Hiroshi Ishikawa؛ زادهٔ ۱۸ مهٔ ۱۹۶۳) کارگردان فیلم اهل ژاپن است.